# Eric Kemperman
Eric Kemperman (Rotterdam, 23 oktober 1964) is een Nederlands politicus. Sinds 2023 is hij lid van de Gelderse Provinciale Staten en van de Eerste Kamer der Staten-Generaal. Tot 19 mei 2025 was hij lid van de BoerBurgerBeweging (BBB), daarna ging hij verder op persoonlijke titel.

## Opleiding en loopbaan
Kemperman werd geboren in Rotterdam en deed verschillende opleidingen in de bedrijfskunde: een MBA-opleiding bij de Business School Nederland, een commissarissenopleiding bij de Nyenrode Business Universiteit en bedrijfskunde aan de Erasmus Universiteit Rotterdam.
Hierna werkte hij ruim 25 jaar als interim-manager bij verschillende organisaties. Dit alles deed hij onder de vlag van PCO Advies, waar hij zelf directeur-eigenaar van was. Bij dit werk was hij onder andere betrokken bij de Tweede Maasvlakte en de aanbesteding van de renovatie van het Rijksmuseumgebouw. Ook is hij sinds 2007 lid van de raad van commissarissen bij verschillende woningcorporaties, waaronder enige tijd van Rentree. Daarnaast is Kemperman jager en is hij sinds 2020 voorzitter van de Stichting Jachtopleidingen Nederland.

### Politiek
Kemperman was lid van de BoerBurgerBeweging (BBB). Voor deze politieke partij was hij bij de Provinciale Statenverkiezingen 2023 de nummer 6 in de provincie Gelderland. Gezien de partij veertien zetels haalde, werd hij op 29 maart dat jaar lid van de Provinciale Staten in die provincie. Bij de opvolgende Eerste Kamerverkiezingen haalde de partij zestien zetels, waardoor hij met zijn achtste plek ook lid van de Eerste Kamer werd. In de Gelderse Staten pleit Kemperman onder andere voor het verjagen en afschieten van wolven. In juli 2023 kwam hij in het nieuws toen hij minister voor Natuur en Stikstof Christianne van der Wal uitmaakte voor "onnozel roodkapje", omdat ze volgens hem blind op adviseurs zou vertrouwen die "vermomde wolvenbeschermers" zouden zijn.
Kemperman gaf toe dat hij van lobbygroep Vastgoed Belang, vereniging voor particuliere verhuurders, waarvan de Haagse CDA-fractievoorzitter Kavish Partiman directeur public affairs is en tot 1 juni CDA-burgemeester van Maassluis Jack de Vries de voorzitter was, hun eisen integraal overneemt in zijn Kamervragen. Hij zag er geen probleem in dat hij hiermee ook zijn eigen belangen als particulier verhuurder van woningen behartigt: „Ik zit misschien wat apolitiek in de wedstrijd.”
Op 19 mei 2025 stapte Kemperman uit BBB, en nam hij zijn zetels in de Eerste Kamer en de Gelderse Staten mee. In de Eerste Kamer verloor de coalitie van PVV, VVD, NSC en BBB daarmee een zetel.

## Persoonlijk
Kemperman is getrouwd en heeft twee zoons.